# Schubert (családnév)
A Schubert német családnév. Eredetileg foglalkozásnév volt. Jelentése: cipész. Rokon nevek: Schuster, Schumacher. Németországban az 53. leggyakoribb családnév.

## Híres Schubert nevű személyek
Magyarok
- Schubert Ernő (1881–1931) magyar bajnok atléta, rövidtávfutó
- Schubert Ernő (1903–1960) festő, grafikus, textil- és bútortervező
- Schubert Éva (1931–2017) színésznő, rendező
- Schubert Gusztáv (1955–2024) Balázs Béla-díjas filmkritikus, a Filmvilág főszerkesztője
- Schubert Katalin (?) honvéd százados, hadtörténész, szakíró
- Schubert Péter (1946) Tótfalusi Kis Miklós-díjas grafikusművész, tipológus

Németek
- Dieter Schubert (1943) olimpiai bajnok német evezős
- Franz Schubert (1797–1828) osztrák zeneszerző
- Ferdinand Schubert (1794–1859) osztrák zeneszerző, Franz Schubert bátyja
- Friedrich Theodor von Schubert (1758–1825) német matematikus és csillagász
- Gotthilf Heinrich von Schubert (1780–1860) német orvos, filozófus, természettudós
- Hermann Schubert (1848–1911) német matematikus
- Heinz Schubert (1925–1999) német színész, színiiskolai tanár
- Ingrid Schubert (1944–1977) német terroristanő, a Baader–Meinhof csoport alapító tagja
- Karin Schubert (1944) német politikus (SPD), a Berlini Szenátus tagja, miniszter
- Karin Schubert (1944) német filmszínésznő
- Manfred Schubert (1934) világbajnok német szlalomkajakozó